# Alchemilla lydiae
Alchemilla lydiae é uma espécie de rosácea do gênero Alchemilla, pertencente à família Rosaceae.